# Hull FC
Hull FC ist ein professioneller Rugby-League-Verein aus der Stadt Kingston upon Hull in der englischen Region East Riding of Yorkshire, der in der englisch-französischen Super League spielt. Die Mannschaft trägt ihre Heimspiele im MKM Stadium aus, in dem 25.404 Zuschauer Platz finden. Die Mannschaftsfarben sind Schwarz und Weiß. Gegenüber den Hull Kingston Rovers herrscht traditionellerweise eine starke Rivalität.

## Geschichte
Der 1865 gegründete Hull Football Club zählte zu den ersten Vereinen in der Rugby Football Union, die im Norden Englands beheimatet waren. 1895 war man Gründungsmitglied der Rugby Football League. 1914 gewann Hull mit dem Challenge Cup den ersten Titel, in der Zwischenkriegszeit folgten weitere bedeutende Erfolge in der nationalen Meisterschaft, dem Yorkshire Cup und der Yorkshire League. Weitere erfolgreiche Perioden markierten die späten 1950er Jahre mit zwei Meistertiteln und dem Gewinn der European Club Championship sowie die frühen 1980er mit Erfolgen in der Meisterschaft, dem Challenge Cup und drei aufeinanderfolgenden Triumphen im Yorkshire Cup.
Seit Einführung der Super League zählt Hull gewöhnlich zum soliden Mittelfeld, ohne wirklich mit den Top-Teams konkurrieren zu können. Die erfolgreichste Spielzeit in jüngerer Vergangenheit erlebte das Team 2006, als man nach dem zweiten Platz in der Regular Season bis ins Grand Final vorstoßen konnte, dort aber dem St Helens RLFC deutlich unterlag. 2005 gewann Hull zudem den Challenge Cup durch einen 25:24-Erfolg über die Leeds Rhinos. Abgesehen von der „Ersatzmeisterschaft“ in der Rugby League Premiership 1991 wartet der Verein seit 1983 auf den Meistertitel.

## Erfolge
- Challenge Cup: 1913/14, 1981/82, 2005, 2016, 2017 (5 Titel)
- Championship: 1919/20, 1920/21, 1935/36, 1955/56, 1957/58, 1982/83 (6 Titel)
- Yorkshire League:  1918/19, 1922/23, 1926/27, 1936/36 (4 Titel)
- Yorkshire Cup: 1923/26, 1969/70, 1982/83, 1983/84, 1984/85 (5 Titel)
- Regal Trophy: 1981/82 (1 Titel)
- Premiership: 1990/91 (1 Titel)

## Bekannte ehemalige und aktive Spieler
| - Leon Pryce (England) - Clive Sullivan (Wales) - Tevita Vaikona (Tonga) - Danny Brough (Schottland) - Richard Horne (England) - Tom Briscoe (England) - Kirk Yeaman (England) |